# Haskard Highlands
Le Haskard Highlands sono un gruppo di picchi e crinali montuosi situati tra il  Ghiacciaio Blaiklock e il Ghiacciaio Stratton nella parte nordoccidentale della Catena di Shackleton, nella Terra di Coats in Antartide. Si innalzano fino a 1.210 m nel Monte Weston includono elementi fisiografici tra il Monte Provender e il Pointer Nunatak.
Furono mappate nel 1957 dalla Commonwealth Trans-Antarctic Expedition (CTAE).
Nel 1967 fu effettuata una ricognizione aerofotografica da parte degli aerei della U.S. Navy. Un'ispezione al suolo fu condotta dalla British Antarctic Survey (BAS) nel periodo 1968-71.
L'attuale denominazione fu assegnata nel 1971 dal Comitato britannico per i toponimi antartici (UK-APC), in onore di Cosmo Haskard, governatore delle Isole Falkland nel periodo 1964-70.